# هاریوانش رای باچان
هاریوانش رای باچان (متولد ۲۷ نوامبر ۱۹۰۷–۱۸ ژانویه ۲۰۰۳) شاعر و نویسنده هندی جنبش ادبی نای کاویتا (خیزش رمانتیک) از ادبیات هندی اوایل قرن بیستم بود. او همچنین شاعر هندی کاوی ساملان بود. او بیشتر به خاطر کارهای اولیه اش مادهوشالا شناخته شده است. او همچنین شوهر فعال اجتماعی، تجی باچان، پدر آمیتاب باچان و آجیتاب باچان، و پدربزرگ آبیشک باچانآبیشک باچان بود. در سال ۱۹۷۶، او پادما بوشان را برای خدماتش به ادبیات هندی دریافت کرد

## زندگی اولیه
باچان در جاده صفر، بابوپاتی، استان‌های متحد آگرا و اود در هند بریتانیا در ۲۷ نوامبر ۱۹۰۷ در یک خانواده هندو آوادی کایاستا به دنیا آمد. از سال ۱۹۴۱ تا ۱۹۵۷، او در گروه انگلیسی در دانشگاه الله‌آباد تدریس کرد و پس از آن، دو سال بعد را در کالج سنت کاترین، کمبریج، دانشگاه کمبریج گذراند و دکترای خود را در WB Yeats گذراند. او هنگام سرودن شعر هندی به جای شریواستاوا از نام مستعار «باچان» (به معنی کودک) استفاده کرد.
حرفه نویسندگی
باچان به چندین زبان هندی (هندوستانی، آوادی) مسلط بود. او واژگان گسترده هندوستانی را وارد کرد، که به خط دواناگاری نوشته شده بود. در حالی که او قادر به خواندن خط فارسی نبود، تحت تأثیر شعر فارسی و اردو، به ویژه عمر خیام قرار گرفت.
آثار مورد استفاده در فیلم
از کارهای باچان در فیلم و موسیقی استفاده شده است. به عنوان مثال، دوبیتی از کار او "Agneepath" در سراسر فیلم Agneepath محصول ۱۹۹۰ با بازی آمیتاب باچان و همچنین بعداً در بازسازی 2012 Agneepath با بازی هریتیک روشن استفاده شده است.